# Disporum leucanthum
Disporum leucanthum är en växtart i släktet Disporum och familjen tidlöseväxter. Arten beskrevs av Hiroshi Hara. Den förekommer i östra Himalaya. Möjligen finns den även i Nepal.